# 九州ケーズデンキ
株式会社九州ケーズデンキ（きゅうしゅうケーズデンキ）は、鹿児島県鹿児島市に本部（実質的な本社）、茨城県水戸市に本社・登記上の本店を置く家電量販店で、九州でケーズデンキを運営する企業。ケーズホールディングスの連結子会社。

## 概要
それまで九州でフランチャイズ契約によりケーズデンキを展開していた正一電気（鹿児島県）が離反し、競合他社のヤマダ電機と業務提携をすることとなったため、その穴埋めをする形で2007年1月にケーズホールディングスの子会社として設立された。
その後、同年3月に大分県大分市にて正一電気が運営していた2店舗を直営化する形で運営開始。翌2008年6月、鹿児島県指宿市に本社を置いていたセブンデンキを買収し、以後は同県を中心に新店舗を展開している。
2020年6月、九州で唯一未出店であった長崎県に開店したことで九州での全県出店を達成した。

## 沿革
- 2007年（平成19年）
  - 1月 - 株式会社ケーズホールディングスの100%子会社として株式会社九州ケーズデンキを設立。
  - 3月1日 - 大分県大分市にて2店舗開店し、運営開始。
  - 12月20日 - 鹿児島県鹿児島市に鹿児島本店を開店。同時に本部を鹿児島本店内へ移転。
- 2008年（平成20年）6月1日 - 株式会社セブンデンキ（本社:鹿児島県指宿市）を吸収合併し、同社が運営していた店舗を譲受。
- 2010年（平成22年）10月21日 - 福岡県春日市に福岡県初出店となる春日店を開店（ケーズデンキとしては正一電気と契約解除して以来の出店となる）。
- 2020年（令和2年）6月19日 - 長崎県佐世保市に長崎県初出店となる佐世保店を開店。ケーズデンキとして九州への全県出店を達成。
- 2022年（令和4年）8月1日 - 親会社のケーズホールディングスと共に本社を移転[2]。

## 店舗

### 福岡県
- 飯塚店（飯塚市）
- 小郡店（小郡市）
- 水巻店（遠賀郡水巻町）- 2019年10月24日オープン
- 春日店（春日市）
- 久留米店（久留米市） - 2017年11月2日オープン
- 古賀店（古賀市） - 2017年10月12日オープン
- 筑後店（筑後市）- 2013年5月16日オープン
- 博多半道橋店（福岡市博多区） - 2022年2月12日オープン
- BRANCH博多店（福岡市博多区） - 2020年5月7日オープン
- 柳川店（柳川市）
- 行橋店（行橋市） - 2022年5月7日オープン

### 佐賀県
- モラージュ佐賀店（佐賀市）-2023年2月16日オープン
- 武雄店（武雄市） - 2017年3月30日オープン
- 鳥栖店（鳥栖市）- 2015年7月9日オープン
- みやき店（三養基郡みやき町） - 2017年4月27日オープン

### 長崎県
- 諫早店（諫早市） - 2021年3月5日オープン
- 佐世保店（佐世保市） - 2020年6月19日オープン

### 熊本県
- 熊本中央店（熊本市中央区）
- 熊本十禅寺店（熊本市中央区）
- 天草店（天草市）
- 荒尾店（荒尾市）
- 宇土店（宇土市）
- 嘉島店（上益城郡嘉島町） - 2019年4月18日オープン
- 菊陽店（菊池郡菊陽町）
- 玉名店（玉名市）- 2012年11月29日オープン
- 人吉店（人吉市）
- 八代店（八代市）
- 山鹿店（山鹿市）

### 大分県
- パークプレイス大分本店（大分市）
- 春日浦店（大分市）　- 2013年6月20日オープン
- わさだタウン店（大分市）
- 宇佐店（宇佐市）
- 佐伯店（佐伯市）
- 中津店（中津市） - 2018年1月25日オープン
- 日出店（速見郡日出町）
- 日田店（日田市）
- 豊後大野店  (豊後大野市)  - 2017年3月16日オープン

### 宮崎県
- 小林店（小林市）
- 日南店（日南市）
- 延岡店（延岡市） - 2019年5月30日オープン

### 鹿児島県
- 鹿児島本店（鹿児島市）
- 伊佐店（伊佐市）
- 出水店（出水市）
- 指宿店（指宿市）
- 鹿屋店（鹿屋市）
- 霧島店（霧島市）
- 薩摩川内店（薩摩川内市）
- 志布志店（志布志市）
- 南さつま店（南さつま市）